# Johann Philipp Abresch

Johann Philipp Abresch, zeitgenössisches Gemälde

Johann Philipp Abresch mit dem Rufnamen Philipp (* 3. März 1804 in Neustadt an der Haardt; † 1. August 1861 ebenda) war ein deutscher Demokrat. Bekannt wurde er, weil er als Erster eine schwarz-rot-goldene Fahne mit dieser Farbreihenfolge von oben nach unten fertigen ließ und sie 1832 beim Hambacher Fest trug.

## Leben
Abresch, Landwirt, Kaufmann und Stadtrat von Neustadt an der Weinstraße, das bis 1935 Neustadt an der Haardt hieß, war wie sein Vater einer der Unterzeichner des Aufrufs zum Hambacher Fest. Dieses wurde als große Kundgebung der süddeutschen Demokraten und Republikaner ab dem 27. Mai 1832 auf dem damals ruinösen Hambacher Schloss abgehalten. Gegen das zuvor ergangene Versammlungsverbot durch die bayerische Regierung hatte Abresch als Stadtrat protestiert.
Für das Fest fertigte Abresch eine deutsche Trikolore in den Farben Schwarz-Rot-Gold und versah sie mit der Aufschrift „Deutschlands Wiedergeburt“. Mit der Fahne, die den Ursprung der deutschen Nationalflagge darstellt, griff Abresch auf die bereits in den Befreiungskriegen gegen Napoleon verwendeten Farben der Urburschenschaft zurück und ordnete sie als Erster in der heute gebräuchlichen Reihenfolge an. Als Hauptfahne des Nationalfests trug Abresch sie während des Demonstrationszuges vom Neustadter Marktplatz zum Schloss und pflanzte sie dort auf dem Turm auf.
Abresch war anschließend in Kaiserslautern am Protestschreiben der Pfälzer Demokraten gegen die Bundesbeschlüsse vom 28. Juni 1832 beteiligt. Dies führte zu seiner Verhaftung und brachte ihm 1834 eine sechstägige Gefängnisstrafe ein, wie im Schwarzen Buch der Frankfurter Bundeszentralbehörde (Eintrag Nr. 3) festgehalten wurde. Bereits 1835 wurde er wiederum verhaftet.
Zu einer Geldbuße wurde er verurteilt, weil er sich nach dem Hambacher Fest bei der Verhaftung von Philipp Jakob Siebenpfeiffer widersetzlich verhalten hatte. Insgesamt wurde er viermal, stets aus politischen Gründen, zu Geldstrafen verurteilt, die jeweils auch mit kurzer Inhaftierung verbunden waren.
In der Zeit der Pfälzischen Republik wurde Abresch 1848 erneut zum Stadtrat seiner Heimatstadt Neustadt gewählt. Als in diesem Jahr Neustadter Bürger beim Jubiläum des Hambacher Festes auf die Wolfsburg zogen, trug Abresch die Fahne ein zweites Mal.

## Familie

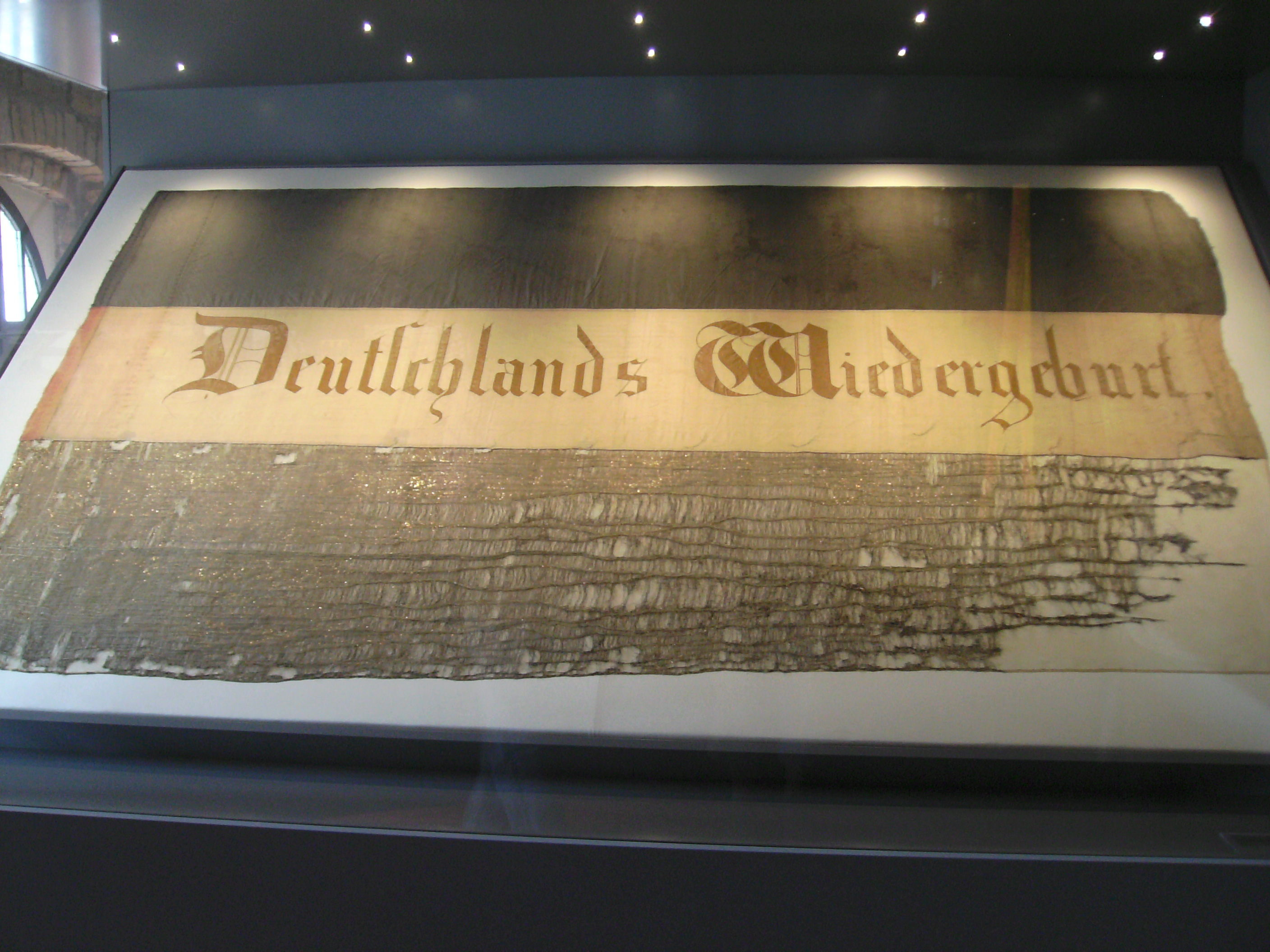
Von Abresch gefertigte Originalfahne

Am 28. Juli 1835 heiratete Abresch die aus Ober-Ingelheim stammende Anna Maria geb. Wolff (* 5. Februar 1817), die 1832 angeblich bei der Fertigung der neuen Fahne mitgewirkt hat.
Abreschs Enkel Eugen (1867–1952) machte 1914 Schlagzeilen wegen Spekulationsgeschäften, die zu einem staatsanwaltschaftlichen Ermittlungsverfahren und zu seinem Ausscheiden aus dem bayerischen Parlament führten. 1933 geriet Eugen Abresch ohne sein Zutun wieder in die Schlagzeilen, als in seinem Jagdbezirk im Ordenswald auf der Gemarkung des heutigen Neustadter Ortsteils Speyerdorf bei einer Schießerei zwischen zwei Wilderern und vier Ordnungskräften zwei Männer, einer der Wilderer sowie ein Polizist, getötet wurden.
Mit einem Enkel von Eugen Abreschs Bruder verheiratet war die Kunstmalerin Christel Abresch geb. Franz (* 27. Januar 1931; † März 2011), die 2006 mit dem Kulturpreis der Stadt Neustadt an der Weinstraße ausgezeichnet wurde.
Die Originalfahne von 1832 hat bis heute überdauert, allerdings ist besonders das Rot des mittleren Streifens nahezu verblichen. Über Generationen wurde sie in Abreschs Familie verwahrt; während der Zeit des Nationalsozialismus musste sie sogar versteckt werden. Heute ist sie auf dem Hambacher Schloss ein wesentlicher Bestandteil der Dauerausstellung „Hinauf, hinauf zum Schloss“.